# Demonax ater
Demonax ater är en skalbaggsart som beskrevs av Aurivillius 1922. Demonax ater ingår i släktet Demonax och familjen långhorningar.
Artens utbredningsområde är Filippinerna. Inga underarter finns listade i Catalogue of Life.